# Helsingborgs Dagblad
Helsingborgs Dagblad, est un journal publié en langue suédoise en Suède. Son siège est situé dans la ville de Helsingborg (comté de Skåne). C'est le journal le plus distribué (84 000 éditions chaque jour) en dehors des villes de Malmö, Göteborg et Stockholm.

## Histoire
Le Helsingborgs Dagblad a été fondé en 1847. En 1892, il devient l'un des premiers journaux de Suède. En 2001, il est fusionné avec le Nordvästra Skånes Tidningar et est aujourd'hui publié en trois éditions locales avec trois noms différents. On retrouve parmi les journalistes la boxeuse Åsa Sandell.
En 2006, il change totalement de registre et passe d'un domaine « sérieux » à un domaine humoristique et satirique.